# Escuage
Escuage o escudaje (en lengua inglesa scutage, del latín medieval scutagium y este del latín clásico scutum -"escudo"-) es un derecho feudal derivado de la obligación de auxilium que tiene el vasallo: seguir a su señor feudal a la guerra. En este caso el vasallo ha de correr por su cuenta con los gastos que ello suponga; habida cuenta de que el señor le ha provisto previamente de una "tenencia" (tenure o feudo); con lo que la contribución militar que se le exige estará en proporción con la importancia de tal tenencia. A partir del siglo XI comenzó a ser frecuente eludir este compromiso a cambio de la entrega de una cantidad en metálico, considerada equivalente al esfuerzo militar exigido. Fue muy frecuente en el reino de Inglaterra de la Plena Edad Media (siglos XI-XIII).
En la Monarquía Hispánica el impuesto denominado "lanzas" tenía una idéntica justificación.